# Raiganj
Raiganj är en stad i Indien och är belägen i delstaten Västbengalen. Den är administrativ huvudort för distriktet Uttar Dinajpur. Folkmängden uppgick till 183 612 invånare vid folkräkningen 2011, med förorter 199 690 invånare.